# Lista muzyków Kultu
Skład Kultu przechodził liczne zmiany na przestrzeni lat. Przez niemal cały okres istnienia zespołu należał do niego Kazik Staszewski, któremu przez większość czasu towarzyszyli: Janusz Grudziński, Piotr Morawiec oraz Ireneusz Wereński. W sumie z zespołem związanych było ponad 20 muzyków.

## Muzycy

### Skład zespołu[1]
- Kazimierz Staszewski – teksty, śpiew, saksofony, sampler (od 1982)
- Ireneusz Wereński – gitara basowa (od 1986)
- Tomasz Goehs – perkusja, instrumenty perkusyjne (od 1998)
- Janusz Zdunek – trąbka (od 1998)
- Wojciech Jabłoński – gitara (od 2008)
- Jarosław Ważny – puzon (od 2008)
- Mariusz Godzina – saksofony (od 2020)
- Konrad Wantrych – instrumenty klawiszowe (od 2020)

### Byli członkowie zespołu
- Piotr Wieteska – gitara basowa (1982–1986)
- Tadeusz Bagan – gitara (1982)
- Dariusz Gierszewski – perkusja (1982)
- Norbert Kozakiewicz – perkusja (1982–1983)
- Alek Januszewski – gitara (1982)
- Piotr Klatt – gitara (1983)
- Jacek Szymoniak – instrumenty klawiszowe, trąbka (1983–1986)
- Tadeusz Kisieliński – perkusja (1984–1988)
- Paweł Szanajca – saksofon (1986–1988)
- Sławomir Pietrzak – gitara (1987–1989)
- Piotr Falkowski – perkusja (1988–1989)
- Rafał Kwaśniewski – gitara (1988–1989)
- Krzysztof Banasik – waltornia, trąbka, gitary, instrumenty klawiszowe, harmonia, sitar (1988–2008)
- Mariusz Majewski – perkusja (1989–1991)
- Andrzej Szymańczak (nie żyje) – perkusja (1991–1998)
- Jacek Rodziewicz – instrumenty klawiszowe, saksofon (1998–1999)
- Tomasz Glazik – saksofon tenorowy (2003–2020)
- Janusz Grudziński (nie żyje) – instrumenty klawiszowe, gitara, wiolonczela, wibrafon (1982–1987; 1989–1998; 1999–2020)[2]
- Piotr Morawiec – gitara, banjo (1982; 1983–1987; 1988–1989; 1989–2024)

## Członkowie w poszczególnych latach
| Skład | Albumy studyjne |
| --- | --- |
| luty 1982 – lipiec 1982 - Kazik Staszewski – śpiew, saksofon - Piotr Wieteska – gitara basowa - Tadeusz Bagan – gitara - Darek Gierszewski – perkusja | — |
| lipiec 1982 – październik 1982 - Kazik Staszewski – śpiew, saksofon - Piotr Wieteska – gitara basowa - Tadeusz Bagan – gitara - Alek Januszewski – gitara - Norbert Kozakiewicz – perkusja | — |
| październik 1982 – czerwiec 1983 - Kazik Staszewski – śpiew, saksofon - Piotr Wieteska – gitara basowa - Piotr Morawiec – gitara - Janusz Grudziński – instrumenty klawiszowe - Norbert Kozakiewicz – perkusja                                                                                                   | — |
| czerwiec 1983 – listopad 1983 - Kazik Staszewski – śpiew, saksofon - Piotr Wieteska – gitara basowa - Janusz Grudziński – instrumenty klawiszowe | — |
| listopad 1983 – czerwiec 1986 - Kazik Staszewski – śpiew, saksofon - Piotr Wieteska – gitara basowa - Janusz Grudziński – instrumenty klawiszowe - Jacek Szymoniak – instrumenty klawiszowe, trąbka - Tadeusz Kisieliński – perkusja                                                                             | — |
| czerwiec 1986 – lato 1987 - Kazimierz Staszewski – śpiew, saksofon - Janusz Grudziński – instrumenty klawiszowe - Paweł Szanajca – saksofon - Ireneusz Wereński – gitara basowa - Tadeusz Kisieliński – perkusja                                                                                                 | - „Kult”, maj 1987 - „Posłuchaj to do ciebie”, październik 1987                                                                                   |
| lato 1987 – czerwiec 1988 - Kazik Staszewski – śpiew, saksofon - Janusz Grudziński – instrumenty klawiszowe - Piotr Morawiec – gitara - Sławomir Pietrzak – gitara - Ireneusz Wereński – gitara basowa - Tadeusz Kisieliński – perkusja                                                                          | — |
| czerwiec 1988 – sierpień 1988 - Kazik Staszewski – śpiew, saksofon - Janusz Grudziński – instrumenty klawiszowe - Piotr Morawiec – gitara - Sławomir Pietrzak – gitara - Ireneusz Wereński – gitara basowa - Krzysztof Banasik – waltornia - Piotr Falkowski – perkusja                                          | — |
| listopad 1988 – sierpień 1989 - Kazik Staszewski – śpiew, saksofon - Janusz Grudziński – instrumenty klawiszowe - Sławomir Pietrzak – gitara - Rafał Kwaśniewski – gitara - Ireneusz Wereński – gitara basowa - Piotr Falkowski – perkusja                                                                       | - „Spokojnie”, grudzień 1988 - „Kaseta”, 1989 |
| sierpień 1989 – 1990 - Kazik Staszewski – śpiew, saksofon - Janusz Grudziński – instrumenty klawiszowe - Sławomir Pietrzak – gitara - Piotr Morawiec – gitara - Ireneusz Wereński – gitara basowa - Mariusz Majewski – perkusja                                                                                  | - „45–89”, luty 1990 |
| 1990 – wrzesień 1991 - Kazik Staszewski – śpiew, saksofon - Janusz Grudziński – instrumenty klawiszowe - Piotr Morawiec – gitara - Ireneusz Wereński – gitara basowa - Krzysztof Banasik – waltornia - Mariusz Majewski – perkusja                                                                               | - „Your Eyes”, wrzesień 1991 |
| wrzesień 1991 – kwiecień 1998 - Kazik Staszewski – śpiew, saksofon - Janusz Grudziński – instrumenty klawiszowe - Piotr Morawiec – gitara - Ireneusz Wereński – gitara basowa - Krzysztof Banasik – waltornia - Andrzej Szymańczak – perkusja                                                                    | - „Tata Kazika”, kwiecień 1993 - „Muj wydafca”, 1 października 1994 - „Tata 2”, 1 marca 1996 - „Ostateczny krach systemu korporacji”, 4 maja 1998 |
| kwiecień 1998 – czerwiec 1998 - Kazik Staszewski – śpiew, saksofon - Janusz Grudziński – instrumenty klawiszowe - Piotr Morawiec – gitara - Ireneusz Wereński – gitara basowa - Krzysztof Banasik – waltornia - Tomasz Goehs – perkusja                                                                          | — |
| czerwiec 1998 – październik 1999 - Kazik Staszewski – śpiew, saksofon - Jacek Rodziewicz – saksofon, klawisze - Janusz Zdunek – trąbka - Piotr Morawiec – gitara - Ireneusz Wereński – gitara basowa - Krzysztof Banasik – waltornia - Tomasz Goehs – perkusja                                                   | — |
| październik 1999 – kwiecień 2003 - Kazik Staszewski – śpiew, saksofon - Janusz Grudziński – instrumenty klawiszowe - Janusz Zdunek – trąbka - Piotr Morawiec – gitara - Ireneusz Wereński – gitara basowa - Krzysztof Banasik – waltornia - Tomasz Goehs – perkusja                                              | - „Salon Recreativo”, 1 października 2001 |
| kwiecień 2003 – marzec 2008 - Kazik Staszewski – śpiew, saksofon - Janusz Grudziński – instrumenty klawiszowe - Tomasz Glazik – saksofon - Janusz Zdunek – trąbka - Piotr Morawiec – gitara - Ireneusz Wereński – gitara basowa - Krzysztof Banasik – waltornia - Tomasz Goehs – perkusja                        | - „Poligono Industrial”, 5 grudnia 2005 |
| marzec 2008 – wrzesień 2020 - Kazik Staszewski – śpiew, saksofon - Janusz Grudziński – instrumenty klawiszowe - Tomasz Glazik – saksofon - Janusz Zdunek – trąbka - Jarosław Ważny – puzon - Wojciech Jabłoński – gitara - Piotr Morawiec – gitara - Ireneusz Wereński – gitara basowa - Tomasz Goehs – perkusja | - „Hurra!”, 28 września 2009 - „Prosto”, 13 maja 2013 - „Wstyd”, 14 października 2016                                                             |
| wrzesień 2020 – marzec 2024 - Kazik Staszewski – śpiew, saksofon - Janusz Zdunek – trąbka - Jarosław Ważny – puzon - Wojciech Jabłoński – gitara - Piotr Morawiec – gitara - Ireneusz Wereński – gitara basowa - Tomasz Goehs – perkusja - Mariusz Godzina – saksofon - Konrad Wantrych – instrumenty klawiszowe | - „Ostatnia płyta”, 28 maja 2021 |
| marzec 2024 - - Kazik Staszewski – śpiew, saksofon - Janusz Zdunek – trąbka - Jarosław Ważny – puzon - Wojciech Jabłoński – gitara - Ireneusz Wereński – gitara basowa - Tomasz Goehs – perkusja - Mariusz Godzina – saksofon - Konrad Wantrych – instrumenty klawiszowe                                         | |